# Vauvillers (Alta Saona)
Vauvillers è un comune francese di 699 abitanti situato nel dipartimento dell'Alta Saona nella regione della Borgogna-Franca Contea.

## Società

### Evoluzione demografica
Abitanti censiti